# 石田有里
石田 有里（いしだ ゆり）は、日本女性賞金ランキング首位のポーカープレイヤー。これまでに通算55カ国の国を訪れ、38カ国での入賞経験を持つ。

## 来歴
2012年より本格的に海外を周りながらポーカーを始める。これまでの獲得賞金額は70万ドルを超え、日本人の女性賞金ランキング首位を走り続ける。また、これまでに通算55カ国の国を訪れ、38カ国での入賞経験を持つ。

## 実績
- 2024年 AJPC Super High Roller 8位 $5,200
- 2024年 AJPC Main Mini 1位 $7,600
- 2023年 APT Incheon 4位 $20,600
- 2021年 WPT Las Vegas $10,000 2位 $33,000

その他実績多数